# Королівство Сассекс
Королівство Сассекс — одне з семи королівств англосаксонської гептархії. Існувало в V—IX століттях. У 825 році південні сакси разом з іншими племенами визнали верховну владу короля Вессексу Егберта. Тим не менше, їх правителі зберігали відносну самостійність аж до нормандського завоювання.

## Список правителів
- Елла, 477 — 514
- Кісса I, 514 — 541
- Рівар, 541 — 544
- Рікольф, 544 — 567
- Кута, 567 — 584, васал королівства Вессекс
- Кутвін, 567 — 593, васал королівства Вессекс
- Кінебальд, 593 — 610/620, васал королівства Вессекс
- Кедда, 610/620 — 630, васал королівства Вессекс
- Кутвульф, 630 — 645/648, васал королівства Вессекс
- Еделвель, 660 — 685
- Едвульф, 683, дукс (підкороль)
- Еґвальд,  683 — 685, підкороль
- Бертун, 685 — 686, елдормен
- Андгун, 617 — 686, елдормен
- Кедвалла, 686 — 688, васал королівства Вессекс
- Ваттус, 688 — 692, васал королівства Вессекс
- Нотгельм, 692 — 717, васал королівства Вессекс
- Бріні, 710—710, васал королівства Вессекс
- Осрік 710 — 717, васал королівства Вессекс
- Етельстан, 717 — 740
- Етельберт, 740 — 760
- Осмунд, 760 — 772
- Освальд, 772, васал королівства Вессекс
- Ослак, 765 — 772,  васал королівства Вессекс
- Елфволд, 765 — 772,  васал королівства Вессекс
- Елдвульф, 765 — 791

Від 791 до 825 – герцогство.
У 825 року приєднано до королівства Вессекс королем Есгбертом.